# Listă de guvernatori ai statului Utah, Statele Unite ale Americii
Aceasta este o listă de guvernatori din statul Utah. Înainte de a devenit un stat, Utah a fost un teritoriu.

## Listă de guvernatori ai teritoriuluiUtah
| Nume                | Mandat    | Partid politic |
| ------------------- | --------- | -------------- |
| Brigham Young       | 1851-1858 |                |
| Alfred Cumming      | 1858-1861 | Democrat       |
| John W. Dawson      | 1861      | Republican     |
| Stephen S. Harding  | 1861-1863 | Liberal        |
| James Duane Doty    | 1863-1865 | Republican     |
| Charles Durkee      | 1865-1869 | Republican     |
| John Shaffer        | 1869-1870 | Republican     |
| Vernon H. Vaughan   | 1870-1871 | Republican     |
| George Lemuel Woods | 1871-1874 | Republican     |
| Samuel Beach Axtell | 1874-1875 | Republikein    |
| George W. Emery     | 1875-1880 | Republican     |
| Eli Houston Murray  | 1880-1886 | Liberal        |
| Caleb Walton West   | 1886-1889 | Republican     |
| Arthur Lloyd Thomas | 1889-1893 | Republican     |
| Caleb Walton West   | 1893-1896 | Republican     |

## Listă de guvernatori ai statului americanUtah

| Nume                    | Mandat       | Partid politic |
| ----------------------- | ------------ | -------------- |
| Heber Manning Wells     | 1896-1905    | Republican     |
| John Christopher Cutler | 1905-1909    | Republican     |
| William Spry            | 1909-1917    | Republican     |
| Simon Bamberger         | 1917-1921    | Democrat       |
| Charles R. Mabey        | 1921-1925    | Republican     |
| George Dern             | 1925-1933    | Democrat       |
| Henry H. Blood          | 1933-1941    | Democrat       |
| Herbert B. Maw          | 1941-1949    | Democrat       |
| J. Bracken Lee          | 1949-1957    | Republican     |
| George Dewey Clyde      | 1957-1965    | Republican     |
| Calvin L. Rampton       | 1965-1977    | Democrat       |
| Scott M. Matheson       | 1977-1985    | Democrat       |
| Norman H. Bangerter     | 1985-1993    | Republican     |
| Mike Leavitt            | 1993-2003    | Republican     |
| Olene S. Walker         | 2003-2005    | Republican     |
| Jon Huntsman, Jr.       | 2005-2009    | Republican     |
| Gary Herbert            | 2009-prezent | Republican     |